# Heinrich Heine
Christian Johann Heinrich Heine (Düsseldorf, 13 de dezembro de 1797 – Paris, 17 de fevereiro de 1856) foi um poeta romântico alemão, conhecido como “o último dos românticos”. Boa parte de sua poesia lírica, especialmente a sua obra de juventude, foi musicada por vários compositores notáveis como Robert Schumann, Franz Schubert, Felix Mendelssohn, Brahms, Hugo Wolf, Richard Wagner  e, já no século XX, por José Maria Rocha Ferreira, Hans Werner Henze e Lord Berners.

## Vida
Heinrich Heine nasceu numa família judia assimilada, em Düsseldorf, sob o nome de Harry. Seu pai era um comerciante que, durante a ocupação francesa, beneficiou-se directamente dos novos ideais de igualdade cívica para todos os cidadãos, em particular importante para os judeus, uma minoria discriminada nos territórios da actual Alemanha. Quando o negócio do pai faliu, Heine foi enviado para Hamburgo, onde o tio Salomon, um rico banqueiro, financiou os estudos e encorajou-o a iniciar uma carreira comercial.
Em breve tornou-se evidente que Heine não tinha um interesse na carreira comercial e assim, voltou-se para o estudo de Direito primeiro na Universidade de Bonn, depois na Universidade de Göttingen e, finalmente, na Universidade de Berlin. Descobriu também que estava menos interessado no Direito do que na Literatura, apesar de se ter licenciado em Direito em 1825, ao mesmo tempo que decidiu converter-se do judaísmo para o cristianismo luterano, assumindo então o nome de Christian Johann Heinrich e nomeando-se a si próprio pelo nome de Heinrich Heine.
Decidiu-se pela conversão considerando as várias proibições e restrições aos judeus, então vigentes em muitos Estados Alemães. O exercício de várias profissões e cargos em determinadas instituições, assim como o acesso a certas universidades — incluindo evidentemente o magistério, uma ambição particular do poeta — eram proibidos aos judeus. Assim proclamou sua conversão como o "bilhete de admissão na cultura européia", apesar de a realidade ter sido bem diferente. Outros, a exemplo do seu primo e benfeitor, o compositor Giacomo Meyerbeer, não acharam necessário converter-se para escapar a tais desvantagens. O conflito entre as identidades alemã e judaica de Heine será um elemento permanente no resto da sua vida. Outra grande razão para a conversão de Heine foi o possível acesso que teria ao mundo dos escritores românticos, em que a religião luterana e católica desempenhavam importante papel.
Como poeta, Heine fez a sua estreia com "Gedichte" (Poemas) em 1821. A paixão não correspondida por suas primas Amalie e Therese inspiraram-no mais tarde a escrever alguma da sua lírica mais notável. Buch der Lieder ("Livro das canções", 1827) foi sua primeira grande coletânea de versos.
Heine trocou a Alemanha por Paris em 1831, onde sofreu influência dos socialistas utópicos, seguidores do conde Saint-Simon, cujo partido político intitula-se, em português, São Simonistas, que pregava um paraíso igualitário baseado na meritocracia.
A opção por Paris, a principio foi voluntária, pois Heine acreditava que encontraria na capital francesa maior liberdade de expressão e maior compreensão de suas ideias por parte da sociedade francesa, o que de fato aconteceu.
Seus escritos geraram desconforto nas autoridades alemãs e Heine foi tido como um subversivo e sofreu com a censura. Suas obras foram banidas da Alemanha, assim como outros escritos associados ao movimento da Jovem Alemanha de 1835, liderado por Heine. O escritor foi então proibido de voltar a viver em sua terra natal e permaneceu exilado na França.
Embora no exílio, Heine sempre manteve uma profunda ligação com a Alemanha, que se exercia através da crítica constante da situação política de seu país. A influência dos ideais franceses sobre seu espírito libertaram afinal em uma renovação da literatura alemã 
Na França, Heine trabalhou como correspondente do jornal liberal alemão Allgemeine Zeitung, de Augsburgo. Em seus escritos, Heine divulgou a cultura alemã em terras francesas e foi também o fundador da corrente do feuilleton, caracterizado hoje como jornalismo cultural, que inclui ensaios críticos sobre cultura, como arte, literatura e teatro.
Heine foi um grande mediador dos aspectos culturais entre França e Alemanha e acreditava também em uma união entre a filosofia alemã e espírito revolucionário francês que culminariam na emancipação política e cultural da Europa.
Foi um crítico mordaz da religião. A famosa expressão que qualifica a religião como "ópio do povo" — expressão posteriormente usada por Marx na Crítica da filosofia hegeliana do direito (1844) havia sido adiantada por Heine. Em sua obra Ludwig Börne (1840), Heine, com sua ironia peculiar, escreve:
Bendita seja uma religião, que derrama no amargo cálice da humanidade sofredora algumas doces e soporíferas gotas de ópio espiritual, algumas gotas de amor, fé e esperança.
Em relação a censura sofrida, Heine proferiu uma de suas mais conhecidas citações:
Aqueles que queimam livros, acabam cedo ou tarde por queimar homens (Almansor, 1821)
De fato, entre os livros queimados pelos nazistas, em 1933, na Opernplatz (Praça da Ópéra) de Berlim estavam as obras de Heine.
Heine teve uma influência muito maior ao redor do mundo que na própria Alemanha. Na França, sua obra foi aclamada e o escritor chegou a receber uma pensão do governo francês. Também no Japão e China foi admirado e na Europa oriental foi tido com uma das grandes influências na formação de uma literatura nacional, assim como Goethe.
Em 1848 Heine adoeceu devido à sífilis e passou a sofrer de paralisia, passando os oito últimos anos de sua vida em um colchão, que chamou de “colchão-cripta”, em alemão: Matratzengruft. Quase cego, Heine morreu em Paris, em 1856.

## Heine e a política
A obra de Heine é marcada por intenso engajamento social e político. O escritor é conhecido pelo seu sarcasmo e ironia, presente em seus poemas e textos, através dos quais Heine crítica a sociedade alemã. Influenciado pelos ideais da revolução Francesa, o escritor protestava contra o conservadorismo, principalmente na arte e na política, que ele considerava ultrapassado e hipócrita. Em oposição aos valores vigentes, seu objetivo político era trazer esclarecimento à sociedade e lutar contra a exploração humana, intensificada com o desenvolvimento industrial.
Em Paris, Heine conheceu e tornou-se amigo de Karl Marx, 20 anos mais novo. Essa amizade influenciou Heine ainda mais em sua literatura politicamente engajada, em que Heine critica a exploração do trabalho humano. Essa questão foi devidamente representada no poema Os tecelões de Silésia, de 1844, cujo ritmo remete ao som do trabalho mecânico do tear dos operários. O poema foi traduzido por Friedrich Engels, com quem Heine também firmou amizade, e foi publicado por ele no jornal inglês “The new moral World”, transformando-se no hino da Liga dos Comunistas em Londres.
Outra grande obra de Heine, marcada pelo seu teor político, é Alemanha, um conto de inverno, (Deutschland, ein Wintermärchen, no original) de 1844. Heine a escreva após sua viagem a Alemanha, em 1843. Nela o escritor faz, de modo irônico e sarcástico, uma crítica polêmica em relação à política, cultura e sociedade alemã.
Apesar de seu engajamento político, que tendia para os movimentos socialistas do século XIX, Heine não se filiou a nenhum partido. Segundo sua própria ideologia, escrevia com a intenção de um verdadeiro artista: para o mundo e para a humanidade como um todo. Ou seja, sua luta não era em prol de grupos políticos específicos.

## Heine e o Brasil
O Brasil também se encontra presente na obra de Heine. No poema O Navio Negreiro, do original alemão Das Sklavenschiff, de 1853/54, o escritor alemão retrata a condição dos prisioneiros de um navio negreiro aportado no Rio de Janeiro. O poema foi base de inspiração para o escritor brasileiro Castro Alves, em seu poema também intitulado de O Navio Negreiro.
No Brasil, Heine foi admirado por diversos escritores brasileiros, entre eles Machado de Assis. Além de Machado, muitos outros também traduziram o escritor alemão, como o seu contemporâneo Gonçalves Dias e também Raul Pompéia, Alphonsus de Guimaraens, Fagundes Varela, Manuel Bandeira e André Valias.

## Bibliografia

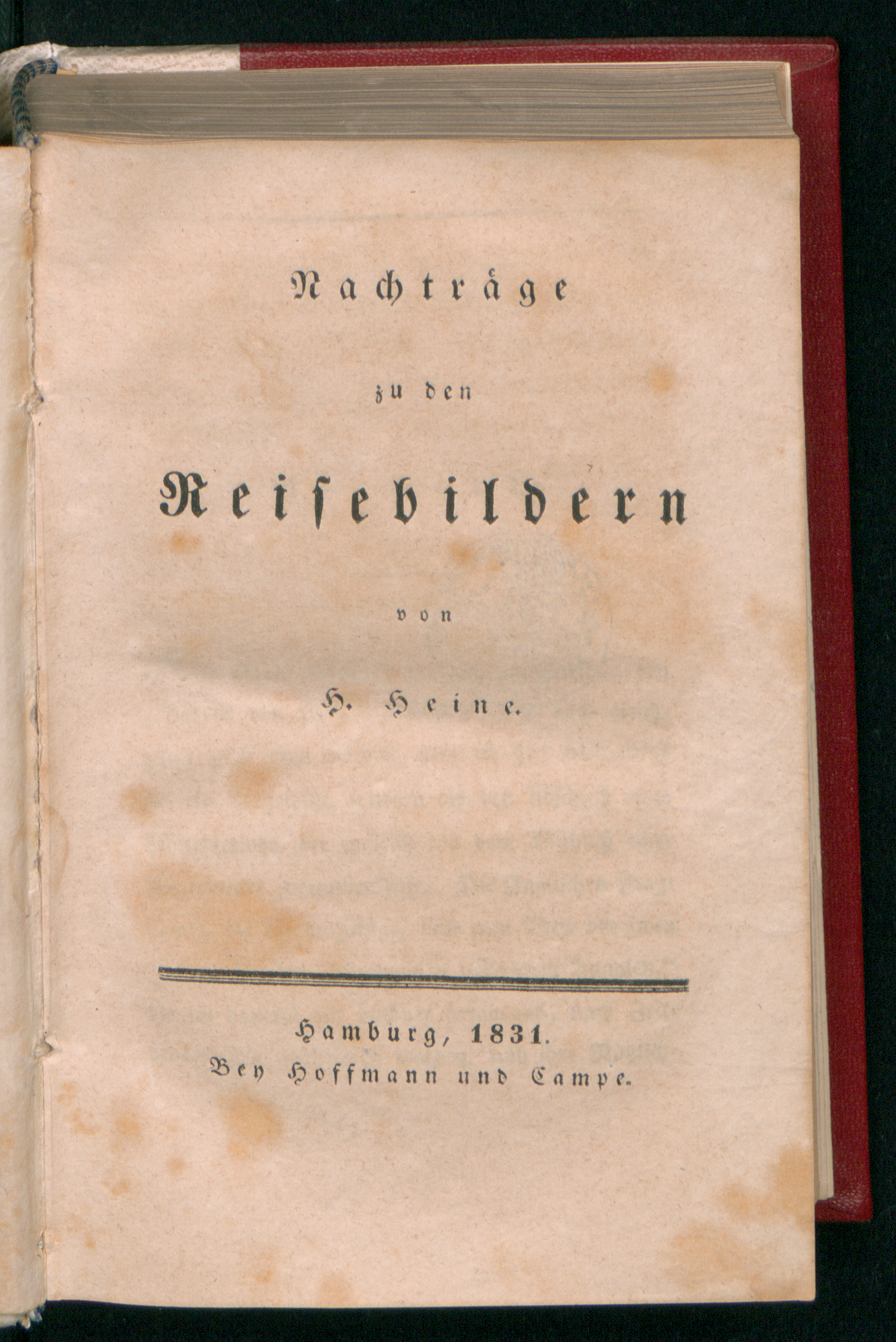
Reisebilder, 1831

### Edições originais
- 1821: Gedichte (Poesia)
- 1823: Tragödien nebst einem lyrischen Intermezzo ("Tragédias com um intermezzo lírico") incluindo William Ratcliff, Almansor e Intermezzo lírico
- 1824: Dreiunddreißig Gedichte ("Trinta e três poesias")
- 1826: Reisebilder. Erster Teil ("Quadros de uma viagem. Primeira parte") incluindo Die Harzreise ("Viagem pelo Harz"), Die Heimkehr ("O retorno"), Die Nordsee. Erste Abteilung (O Mar do Norte. Primeira parte) e diversas poesias.
- 1827: Buch der Lieder ("Livro das canções") e Reisebilder. Zweiter Teil  ("Quadros de viagem - Segunda Parte"), incluindo Die Nordsee. Zweite und dritte Abteilung ("O Mar do Norte. Segunda e terceira partes"), Ideen. Das Buch Le Grand (Idéias: O livro de Le Grand) e Briefe aus Berlin (Cartas de Berlim)
- 1830: Reisebilder. Dritter Teil ("Quadros de viagem. Terceira parte"), incluindo Die Reise von München nach Genua (A viagem de Munique a Gênova) e Die Bäder von Lucca (Os banhos de Lucca)
- 1831: Einleitung zu Kahldorf über den Adel (Introdução de  "Karl à nobreza da vila e fotos de viagem. Quarta parte) e Reisebilder. Vierter Teil ("Imagens. Quarta parte), incluindo Die Stadt Lucca ( "A cidade de Lucca") e Englische Fragmente ("Fragmentos Ingleses")
- 1832: Französische Zustände ("Situações Francesas")
- 1833: Über den Denunzianten. Eine Vorrede zum dritten Teil des Salons. ("Sobre os informantes. Prefácio à terceira parte dos Salões"). Einleitung zu Don Quixote e Der Salon. Dritter Teil ("Introdução a "Don Quixote" e "O Salão"), incluindo Florentinische Nächte ("Noites Florentinas") e Elementargeister ("Elementais") .
- 1834: Der Salon. Erster Teil ("O Salão . Primeira parte"), incluindo Französische Maler' (Pintura francesa), Aus den Memoiren des Herren von Schnabelewopski ("Das memórias do senhor de Schnabelewopski") e poesias.
- 1835: Der Salon. Zweiter Teil ("O salão. Segunda parte") incluindo Zur Geschichte der Religion und Philosophie in Deutschland (História da religião e da filosofia na Alemanha" e o ciclo de poesias Neuer Frühling ("Nova primavera").
- 1836: Der Salon. Dritter Teil ("O salão. Terceira parte")
- 1836: Die romantische Schule ("A escola romântica")
- 1838: Der Schwabenspiegel ("O espelho da Suábia")
- 1839: Shakespeares Mädchen und Frauen ("As moças e as mulheres de Shakespeare") e Schriftstellernöte ("Necessidades de escritor")
- 1840: Ludwig Börne - Eine Denkschrift ("Ludwig Börne - memorial") e Der Salon - Vierter Teil ("O salão. Quarta parte), incluindo Der Rabbi von Bacherach ("O Rabi de Bacherach"), Über die französische Bühne ("Sobre a cena francesa") e diversas poesias.
- 1844: Neue Gedichte  e Deutschland. Ein Wintermärchen ("Novos Poemas"  e "Alemanha, um conto de inverno")
- 1847: Atta Troll – Ein Sommernachtstraum ("Atta Troll - sonho de uma noite de verão")
- 1851: Romanzero ("Romanceiro") e Der Doktor Faust. Ein Tanzpoem ("Doutor Fausto- um poema-dança").
- 1854: Vermischte Schriften, 3 Bände ("Miscelânea", 3 volumes) incluindo Geständnisse ("Confissões"), Die Götter im Exil ("Os deuses no exílio"), Die Göttin Diana ("A deusa Diana"), Ludwig Marcus, Gedichte 1853 und 1854 ("Poemas - 1853 e 1854"), Lutetia. Erster Teil und Lutetia. Zweiter Teil ("Lutécia - Primeira parte. Segunda parte").
- 1857 (póstuma): Tragödien ("Tragédias").
- 1869 (póstuma): Letzte Gedichte und Gedanken ("Últimos poemas e pensamentos")
- 1884 (póstuma): Memoiren ("Memórias")
- 1892 (póstuma): Heinrich Heines Familienleben. 122 Familienbriefe des Dichters und 4 Bilder ("A vida familiar de Heinrich Heine. 122 cartas do poeta à família e 4 retratos"] Reconstrução digital: UB Bielefeld)

### Obras de Heine, disponíveis em português
- História da religião e da filosofia na Alemanha e Outros escritos. Tradução de Guilherme Miranda, notas de Howard Pollack-Milgate. São Paulo: Madras, 2010 (no prelo).
- "Alemanha. Um Conto de Inverno". Tradução, introdução e notas de Romero Freitas e Georg Wink. Belo Horizonte: Crisálida, 2010.
- Contribuição à história da religião e filosofia na Alemanha. Tradução de Márcio Suzuki. São Paulo: Iluminuras, 1991.
- Das memórias do senhor de Schnabelewopski (Tradução, organização, prefácio e notas de  Marcelo Backes). Boitempo, 2001
- Noites florentinas. Mercado aberto, 1998.
- O O Rabi de Bacherach e três textos sobre ódio Racial. Org e tradução de Marcus Mazzari. São Paulo: Hedra, 2009
- Livro das canções, vários tradutores, seleção e notas de Jamil Almansur Haddad, Livraria Exposição do Livro, s/d
- Os Deuses no Exílio. Tradução de Márcio Suzuki e Marta Kawano: Iluminuras, 2009